# Sergej Plotnikov
Sergej Sergejevitj Plotnikov, ryska: Сергей Сергеевич Плотников, född 3 juni 1990, är en rysk professionell ishockeyspelare som spelar för Arizona Coyotes i National Hockey League (NHL). Han har tidigare spelat för Pittsburgh Penguins i NHL och HK Amur Chabarovsk och Lokomotiv Jaroslavl i Kontinental Hockey League (KHL) och på lägre nivå för Amurskije Tigry i Vyssjaja Chokkejnaja Liga (VHL).
Plotnikov blev aldrig draftad av någon NHL-organisation.

## Statistik
| 2009–2010  | HK Amur Chabarovsk  | KHL        | 43  | 6  | 6  | 12  | 30  | —  | — | —  | —  | —  |
| 2010–2011  | HK Amur Chabarovsk  | KHL        | 45  | 5  | 8  | 13  | 36  | —  | — | —  | —  | —  |
|            | Amurskije Tigry     | VHL        | 16  | 12 | 22 | 34  | 32  | 8  | 1 | 5  | 6  | 47 |
| 2011–2012  | HK Amur Chabarovsk  | KHL        | 53  | 13 | 7  | 20  | 70  | 4  | 0 | 0  | 0  | 8  |
| 2012–2013  | Lokomotiv Jaroslavl | KHL        | 50  | 14 | 16 | 30  | 54  | 5  | 1 | 2  | 3  | 4  |
| 2013–2014  | Lokomotiv Jaroslavl | KHL        | 53  | 15 | 20 | 35  | 88  | 18 | 4 | 10 | 14 | 30 |
| 2014–2015  | Lokomotiv Jaroslavl | KHL        | 56  | 15 | 21 | 36  | 71  | 5  | 1 | 0  | 1  | 33 |
| 2015–2016  | Pittsburgh Penguins | NHL        | 32  | 0  | 2  | 2   | 20  | —  | — | —  | —  | —  |
|            | Arizona Coyotes     | NHL        | 13  | 0  | 1  | 1   | 4   | —  | — | —  | —  | —  |
| NHL totalt | NHL totalt          | NHL totalt | 45  | 0  | 3  | 3   | 24  | —  | — | —  | —  | —  |
| KHL totalt | KHL totalt          | KHL totalt | 300 | 68 | 78 | 146 | 349 | 32 | 6 | 12 | 18 | 75 |
| VHL totalt | VHL totalt          | VHL totalt | 16  | 12 | 22 | 34  | 32  | 8  | 1 | 5  | 6  | 47 |